# Yo-Yo Test
Lo Yo-Yo test è un tipo di test a navetta utilizzato per misurare le performance atletiche.

## Storia
I parametri di questo test sono stati definiti nell'ambito di alcune pubblicazioni dal dottor Jens Bangsbo, noto per aver fatto parte dello staff d'allenamento di club calcistici come Juventus e Atalanta.

## Svolgimento
Esistono tre varianti dello Yo-Yo Test, accomunate dalle seguenti proprietà:
- esecuzione ad intervalli a velocità crescente scanditi da beep acustici. Questi sono definiti step;
- spazio delimitato a 20 metri;
- due livelli di difficoltà per atleti principianti o avanzati.

Il test consiste nell'effettuare il maggior numero di navette entro i tempi dettati dalla traccia audio. 

### Yo-Yo Endurance Test
È la versione aggiornata e recente del Test a navetta di Léger. Consente di valutare la capacità di eseguire attività in maniera continuativa e prolungata. Il soggetto analizzato deve correre senza fermarsi tra i due delimitatori (posti a 20m l'uno dall'altro). Il test termina quando il candidato non riesce a mantenere il ritmo imposto. Tramite una tabella di conversione è possibile stimare il VO2max.

### Yo-Yo Intermittent Endurance Test
Rispetto al test precedentemente elencato, consente di valutare la capacità di effettuare — ripetutamente — fasi di lavoro per un periodo prolungato di tempo. Oltre ai delimitatori abituali, viene posto un terzo delimitatore a 2,5 metri di distanza dal cono di partenza. 
Così come nel test precedente, il soggetto analizzato deve correre tra due delimitatori posti a 20 metri di distanza. Una volta arrivato al cono opposto, cambierà senso per tornare al punto di partenza. Arrivato, il soggetto dovrà correre con un'andatura più lenta ed avrà a disposizione 5 secondi per aggirare al terzo cono, tornando successivamente al punto di partenza. Il test viene considerato concluso quando il candidato non riesce più a mantenere la velocità imposta. 

### Yo-Yo Intermittent Recovery Test
Misura la capacità di recupero durante sforzi progressivamente crescenti. Rispetto al test precedente, il terzo delimitatore è posto a 5 metri ed il candidato ha a disposizione 10 secondi per aggirarlo, permettendo così un tempo di recupero maggiore. Il soggetto testato dovrà poi avere la cura di aspettare il segnale acustico successivo di partenza da fermo. In caso l'atleta non sia in grado di arrivare in tempo per il segnale sonoro per due volte, anche non consecutive, il test avrà termine.

#### L'utilizzo arbitrale
Un esempio del suo utilizzo a livello agonistico riguarda l'arbitraggio: il test fu inizialmente adottato dall'associazione arbitri danese, venendo in seguito applicato anche a livello mondiale dalla FIFA. Infatti, lo Yo-Yo Test si è rivelato assai efficace nel misurare l'efficienza dell'arbitro in fasi prolungate con ridotti tempi di recupero. Di seguito si riportano i limiti convenzionali fissati dall'AIA per le varie categorie arbitrali.
|                             | Uomini        | Donne         |
| --------------------------- | ------------- | ------------- |
| CAN A-B                     | 18.2 (1800 m) | -             |
| CAN PRO                     | 18.2 (1800 m) | 16.3 (1200 m) |
| CAN D                       | 17.3 (1520 m) | 15.8 (1080 m) |
| CAI                         | 17.3 (1520 m) | 15.8 (1080 m) |
| CRA/CPA (Selezionabili)     | 16.6 (1320 m) | 15.4 (920 m)  |
| CRA/CPA (Non Selezionabili) | 15.2 (840 m)  | 14.8 (760 m)  |
| OTS (Selezionabili)         | 15.8 (1080 m) | 15.1 (800 m)  |
| OTS (Non Selezionabili)     | 15.2 (840 m)  | 14.6 (680 m)  |

## Letteratura scientifica
- Il test ha una elevata riproducibilità e sensibilità, consentendo un'analisi dettagliata della capacità fisica di atleti in sport intermittenti. In particolare, è una valida misura della performance fisica nel calcio. Durante il test, il carico aerobico si avvicina ai valori massimi, e il sistema energetico anaerobico è altamente impegnativo.[2]
- Dato che le prestazioni aerobiche sono correlate positivamente con le prestazioni della partita, è importante che gli arbitri siano allenati per migliorare la loro capacità di coprire grandi distanze durante una partita e anche per ripetere sforzi ad alta intensità.[3]
- I test Yo-Yo IR hanno dimostrato di essere una misura sensibile nei cambiamenti nelle prestazioni di massimo consumo di ossigeno. I test Yo-Yo IR forniscono un modo semplice e valido per ottenere informazioni importanti della capacità di un individuo di eseguire ripetutamente esercizi intensi e per esaminare i cambiamenti nelle prestazioni.[4]
- Lo YYIRTL1 è un test che ha mostrato la sua validità anche su giocatori di calcio d'elite.[5]
- Lo YYIRTL1 è risultato affidabile mostrando che le prestazioni per i ragazzi, di età compresa tra i 9 e i 16 anni, erano migliori per quelli allenati a giocare a calcio rispetto ai ragazzi non attivi a livello sportivo, fornendo così la prova di validità del test utilizzato.[6]